# جويا ديل كولي
جويا ديل كولي (بالإيطالية: Gioia del Colle)‏ هي بلدة وبلدية في مقاطعة باري في إقليم بوليا في جنوب إيطاليا.

## السكان
في سنة 1861 بلغ عدد السكان 17٬583 نسمة، وتطور العدد ليصل في سنة 2011 لـ 27٬889 نسمة.
يظهر هذا المخطط البياني تطور النمو السكاني لـ جويا ديل كولي

## أعلام
- نيكولا ليغروتالي
- ريتشيوتو كانودو